# Min søster og prinsen
|  | Denne artikel er oprettet af botten Steenthbot ud fra en ekstern database. Den kan derfor have sproglige fejl eller mangler. Denne skabelon kan fjernes efter kontrol af indholdet. |

Min søster og prinsen er en dansk kortfilm fra 2020 instrueret af Joachim Morre.

## Handling
Signe forbereder sig sammen med sin lillesøster i minutterne inden, hun skal ind og bejle til prinsen. De er begge to nervøse, der er meget på spil for deres landsby og det er ikke hver dag, man befinder sig så tæt på magten. Da den kvinde der netop har været inde hos prinsen, træder ud af balsalen får søstrene travlt. Kvinden fortæller, at den afrundende dans er blevet forkortet og pigerne skal nu gøre alt hvad de kan for at få Signe gjort klar til det skæbnesvangre møde.

## Medvirkende
- Asta August, Signe
- Alba August, Marie
- Pernille Hansen, Mor
- Nanna Simone Harvald, Datter
- Laura Vasegaard, Bejler til prinsen
- Frida Rødbroe Christensen, Bejler til prinsen
- Magnus Holmegaard Jørgensen, Dreng i haven
- Mikkel Holmegaard Jørgensen, Dreng i haven
- Johan Laurits Hänni Larsen, Dreng i haven